# Golden Gate Bridge
Die Golden Gate Bridge (englisch für Brücke über das goldene Tor) ist eine Hängebrücke am Eingang zur Bucht von San Francisco über das Golden Gate in Kalifornien. Sie ist das Wahrzeichen der gesamten Bay Area und für viele neben der Freiheitsstatue von New York ein Symbol für die Vereinigten Staaten. Zudem gehört sie zu den wichtigsten Attraktionen San Franciscos. Die Golden Gate Bridge wurde 1984 von der American Society of Civil Engineers in die List of Historic Civil Engineering Landmarks aufgenommen und 1995 zu einem der modernen Weltwunder erklärt.
Das Bauwerk wurde 1937 eröffnet, hat eine lichte Durchfahrtshöhe von 67 Metern bei Hochwasser und verbindet mit seinen sechs Fahrstreifen und zwei Geh- und Radwegen San Francisco mit dem Marin County und dem weniger dicht besiedelten Napa- und Sonoma-Valley. Ein optisch als Bogenbrücke ausgelegtes Segment der Zufahrt der Brücke überspannt auf der Stadtseite das Fort Point.

## Konstruktion

Brückengeometrie

Die Golden Gate Bridge war bei ihrer Eröffnung mit einer Hauptstützweite von 1280 Metern die längste Hängebrücke der Welt. Erst 27 Jahre später wurde sie 1964 von der Verrazzano-Narrows Brücke abgelöst, gehört aber weiterhin zu den längsten Hängebrücken weltweit. Der ganze Brückenzug ist inklusive der Zufahrtsbrücken 2737 Meter lang. Die eigentliche Hängebrücke hat eine Gesamtstützweite von 1966 Metern und weist 227 Meter hohe Pylone auf. Die Pylonstiele sind aus Stahl und in ihrer Dicke dreimal abgestuft. An jeder Abstufung sind sie durch Querriegel miteinander verbunden. Die Höhen der Stufen und der Querriegel nehmen nach oben ab. Der 27,4 Meter breite Fahrbahnträger besteht in Längsrichtung aus 7,6 Meter hohen Fachwerkträgern, die durch horizontale Verbände miteinander verbunden sind. Die beiden Kabel haben einen Durchmesser von jeweils 0,92 Metern, an ihnen sind die Hänger in Abständen von je 15 Metern befestigt.

## Bau der Brücke

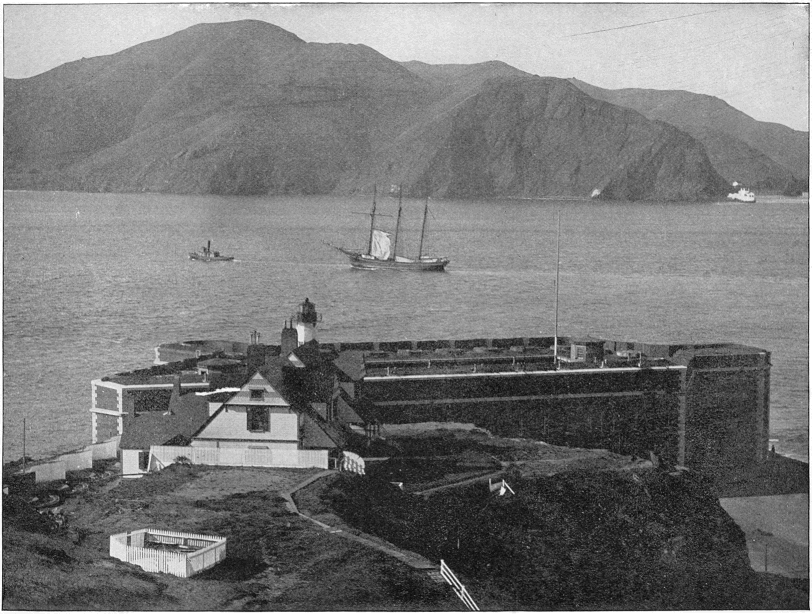
Golden Gate, um 1891

### Vorgeschichte
Erste Pläne zur Überbrückung der Bucht stammten schon aus dem Jahr 1872, aber die offensichtlichen Schwierigkeiten – offenes Meer, tiefes Wasser, starke Gezeitenströmungen, Nebel, Stürme und Erdbebenrisiken – führten zu Bedenken, ob der Brückenbau möglich und finanzierbar sei.
Auf eine Anfrage der Stadtverwaltung von San Francisco legte Joseph B. Strauss 1921 Pläne für eine kombinierte Ausleger- und Hängebrücke mit einer Spannweite von 1222 Metern vor, die aber wegen ihres Aussehens auf Ablehnung stieß, abgesehen von den Finanzierungsproblemen.
Als die Fähren ihre Kapazitätsgrenzen erreichten, wurde das Brückenprojekt energisch weiterverfolgt. 1924 erteilte das Kriegsministerium als Eigentümer der Grundstücke auf beiden Seiten des Golden Gate eine vorläufige Genehmigung, die aber auf heftigen Widerstand stieß, unter anderem durch die Fährgesellschaften, und zu acht Jahren erbitterter juristischer Streitigkeiten führten.
Im Januar 1929 konnte der „Golden Gate Bridge, Highway and Transportation District“, einem für den Brückenbau und die Verwaltung gegründeten Special-purpose district, seine Arbeit aufnehmen. Joseph B. Strauss wurde zum Chief Engineer bestellt, sein Mitarbeiter Charles A. Ellis und Clifford E. Paine wurden als Vice-Presidents eingestellt. Außerdem wurde ein sachverständiger Beirat gebildet, dem die bekannten Brückenbauingenieure Leon S. Moisseiff, Othmar Ammann und Charles Derleth, Jr. von der University of California, Berkeley sowie der Architekt Irving F. Morrow angehörten, der die äußere Form der Pylone gestaltete. Morrow war dabei dafür verantwortlich, dass die Pylone entsprechend dem Stil der Zeit Designelemente des Art déco in Form gestufter Formen und Zickzackmuster aufweisen.
Inzwischen hatten Fortschritte in der Stahl-Herstellung und die von Moisseiff auf Hängebrücken angewandte und weiterentwickelte Deflektionstheorie die ursprünglichen Pläne für die Brücke veralten lassen. Moisseiff hatte Strauss schon 1925 zu einer Hängebrücke geraten. Othmar Ammann zeigte mit der von 1927 bis 1931 gebauten George Washington Bridge, dass Hängebrücken mit solchen Spannweiten möglich sind. Strauss hatte deshalb in der Zeit zwischen 1925 und 1929 seine Pläne für die Brücke umgestellt auf eine reine Hängebrücke mit einer Spannweite von 1280 Metern – der längsten Hängebrücke der Welt.
Im Oktober 1929 fand der große Börsencrash statt, mit dem die Great Depression begann. Dennoch gelang es nach heftigen öffentlichen Auseinandersetzungen im November 1930, die Finanzierung des Brückenbaus durch Anleihen in Höhe von 35.000.000 US-Dollar sicherzustellen. Die Brücke wurde allein mit diesen Anleihen finanziert. Die Tilgung des Kapitals von 35 Millionen US-Dollar und die insgesamt angefallenen Zinsen von 39 Millionen US-Dollar wurden aus den Mauteinnahmen bezahlt, 1971 wurde die letzte Anleihe eingelöst. Nur die „Alexander Avenue“ genannte seitliche Zufahrt von Sausalito wurde mit Hilfe des Programms der Works Progress Administration gebaut, einer im Zuge des New Deal von Präsident Roosevelt errichteten Arbeitsbeschaffungsbehörde. Wegen eines weiteren Gerichtsverfahrens musste der Baubeginn aber erneut verschoben werden.
Inzwischen arbeiteten Strauss und sein Ingenieurbüro intensiv an der Planung der Brücke. Charles A. Ellis leitete im Büro in Chicago die Erstellung tausender Berechnungen, die Anfertigung der Ausführungspläne, der Spezifikationen und der Ausschreibungsunterlagen. Dabei beriet er sich häufig per Telegramm und Telefon mit Moisseiff in New York, der bei praktisch allen Hängebrücken jener Zeit, auch bei Ammanns George-Washington-Brücke, um Rat gebeten wurde, holte aber auch Ammanns Meinung ein. Ellis arbeitete unermüdlich an der gewaltigen Aufgabe, als Strauss am 5. Dezember 1931 darauf bestand, dass er Urlaub nehme. Drei Tage vor dem Ende dieses Urlaubs erhielt Ellis ein Schreiben, in dem Strauss ihn aufforderte, seine Unterlagen seinem Stellvertreter zu übergeben und für unbeschränkte Zeit Urlaub zu nehmen. Es wurde nie geklärt, was Strauss zu diesem Schritt veranlasste. Häufig wird vermutet, dass Strauss nicht zulassen wollte, dass seine Rolle als Schöpfer dieses riesigen Bauwerks beeinträchtigt werden könnte.

### Bau
Am 5. Januar 1933 wurde der Baubeginn mit Veranstaltungen auf beiden Seiten der Meerenge gefeiert.
Der Bau stellte eine enorme technische Herausforderung dar. Die Brücke brach viele Rekorde: die höchsten Pfeiler mit 227 Metern, die längsten (2332 Meter) und dicksten (92 Zentimeter) Kabelstränge und die größten Unterwasserfundamente. Diese Fundamente mussten zudem in einer von starken Strömungen geprägten Meerenge abgesenkt werden.
Der nördliche Pylon wurde unmittelbar auf dem felsigen Ufer errichtet, die Betonfundamente konnten daher ohne Probleme in wenigen Monaten fertiggestellt werden. Die zehn Stockwerke hohen Fundamente des südlichen Pylons wurden dagegen rund 340 Meter vom Fort Point entfernt im tiefen Wasser errichtet. Die dafür als Zugang eingerichtete Behelfsbrücke wurde von einem Schiff zerstört und in schweren Stürmen mehrfach von hohen Wellen beschädigt, so dass der Bau dieser Fundamente zwei Jahre dauerte.
Der Bau der Stahltürme und des stählernen Brückendecks war an die McClintic-Marshall Company vergeben worden, die 1931 von Bethlehem Steel übernommen wurde. Die Einzelteile wurden in Pittsburgh, Pennsylvania hergestellt, zur Kontrolle vorläufig zusammengesetzt, wieder auseinandergenommen und mit der Eisenbahn nach Philadelphia gefahren. Dort wurden sie auf die Schiffe der konzerneigenen Reederei Calmar Line verladen, die sie über eine Strecke von fast 10.000 Kilometern durch den Panamakanal zum Lagerplatz in Alameda in der Bucht von San Francisco fuhren. Die einzelnen Teile wurden dann mit Lastkähnen zur Brücke gebracht. Zwischen den beiden Türmen der Pylone waren Krane montiert, die in Abschnitten von 12 Metern an den gerade fertiggestellten Teilen aufwärts kletterten.

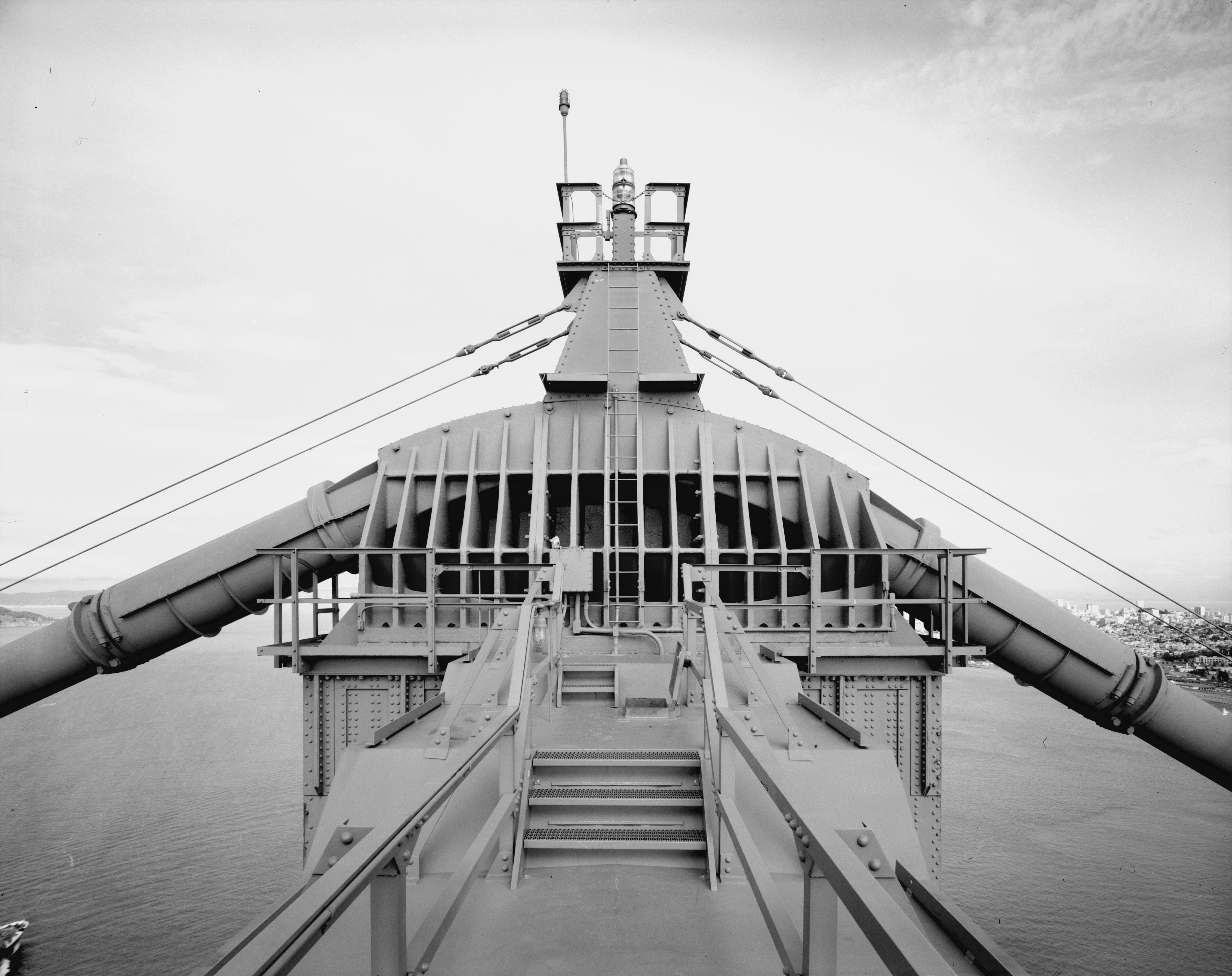
Kabelsattel auf einem Pylon der Golden Gate Bridge

Mit der Installation der Tragkabel und Hänger war, wie bei vielen anderen Hängebrücken, John A. Roebling’s Sons Co. beauftragt worden. Das erste dünne Seil wurde mit einem Boot über die währenddessen für die Schifffahrt gesperrte Meerenge gezogen. Mit diesem Seil wurden eine Reihe stärkerer Seile herübergezogen, mit denen die von einem Ankerblock über die Kabelsättel auf den Pylonspitzen zum gegenüberliegenden Ankerblock reichenden Catwalks installiert wurden. An Seilen oberhalb der Catwalks liefen die Räder hin und her, die im Luftspinnverfahren die einzelnen galvanisierten Drähte für die Tragkabel von Ankerblock zu Ankerblock zogen. Für jedes Tragkabel mussten auf diese Weise 27572 Drähte über die Pylone gezogen werden, die zu Bündeln zusammengefasst, nebeneinander ausgerichtet und von Seilpressen zu einem runden Paralleldrahtseil mit 92 Zentimetern Durchmesser geformt wurden. Anschließend wurden sie zum Korrosionsschutz mit einem dünnen Draht ummantelt. Das Luftspinnverfahren für beide Tragkabel dauerte sechs Monate und neun Tage. Damit hatten Roebling’s Sons. Co. dieses Verfahren gegenüber dem Bau der George-Washington-Brücke um 60 % verbessert. Danach wurden die 250 Hängerpaare im Abstand von je 15 Metern über die Tragkabel gehängt, an denen schließlich der Fahrbahnträger befestigt wurde.
Die Montage des Fahrbahnträgers begann an den Pylonen und endete in der Mitte der Brücke. Bei dieser Methode ragen die Fahrbahnen zunächst vergleichsweise steil nach oben, bevor sie sich mit der fortschreitenden Montage und der Belastung der mittleren Bereiche der Tragkabel langsam senkten und schließlich am 20. November 1936 in der Mitte trafen. Die beiden außen angeordneten, der Versteifung dienenden 7,6 Meter hohen Fachwerkträger waren ursprünglich nur im oberen Bereich durch horizontale Verbände miteinander verbunden.
Am 19. April 1937 wurden die Arbeiten beendet – etwas vor der vereinbarten Zeit und knapp unter den budgetierten Kosten. Für den Straßenverkehr wurde die Brücke am 28. Mai 1937 um zwölf Uhr mittags durch ein telegraphisches Signal von Präsident Franklin D. Roosevelt aus dem Weißen Haus geöffnet. Zur Eröffnung wurde statt des sonst üblichen Bandes eine Kette durchtrennt. Bereits am Tag davor war die Brücke für Fußgänger freigegeben worden, und 200.000 Menschen nutzten die Gelegenheit für einen Spaziergang.
Insgesamt wiegt das Bauwerk 887.000 Tonnen. Ca. 600.000 Nieten halten jeden der beiden Türme zusammen.

### Half-Way-to-Hell-Club
Um die für unvermeidlich gehaltene Zahl der Unfälle zu reduzieren, hatte Joseph B. Strauss erstmals strikte Anweisung gegeben, dass Schutzhelme getragen werden mussten und dass vor der Montage eines neuen Trägerabschnitts ein Auffangnetz installiert werden musste, das abstürzende Bauarbeiter auffangen sollte. Dieses Netz rettete während der Bauphase neunzehn Arbeitern das Leben, unter anderem Alfred Zampa. Diese Gruppe der Überlebenden wurde als „Half-Way-to-Hell-Club“ bekannt. Bis Ende Januar 1937 gab es bei den Bauarbeiten einen Toten zu beklagen. Am 17. Februar 1937 stürzte ein mit zwölf Personen besetztes Gerüstteil in das Netz, dieses konnte der Wucht nicht standhalten, und zehn Arbeiter stürzten in den Tod. Es gab somit insgesamt elf Tote, während davon ausgegangen wurde, pro Million Dollar Baukosten einen Arbeiter, also 35 Menschenleben, zu verlieren.

## Namensherkunft
Benannt wurde die Brücke nach der natürlichen Einfahrt zur Bucht von San Francisco. Diese Einfahrt (the Golden Gate, das Goldene Tor) ist 1,6 Kilometer breit. Die Buchteinfahrt erhielt um 1848 während des Goldrausches in Kalifornien ihren Namen Golden Gate oder Chrysopylae von Captain John C. Frémont, den die Meeresstraße an das Goldene Horn (griech. Chrysoceras) in Konstantinopel erinnerte.

## Verkehr

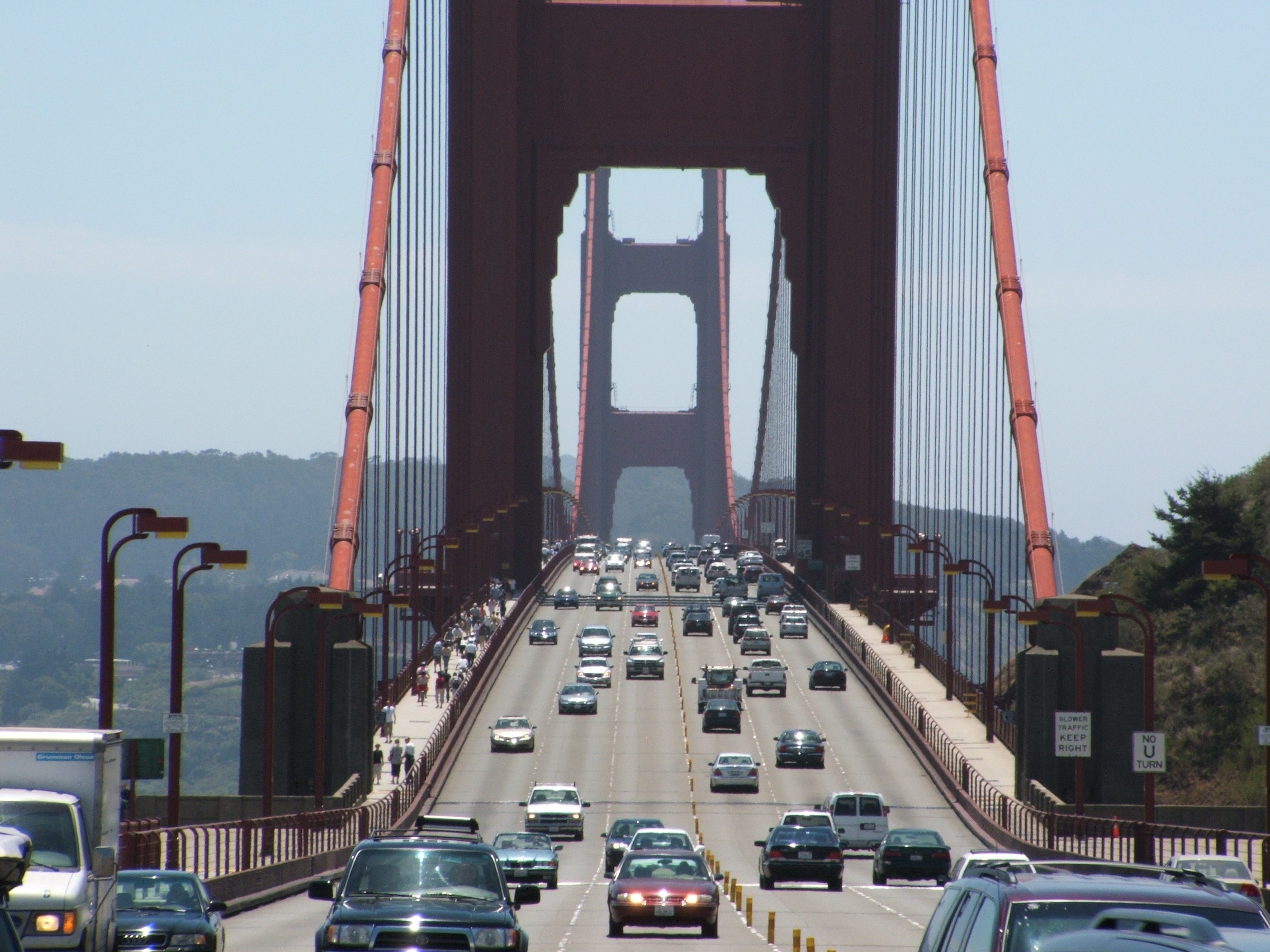
Verkehr auf der Golden Gate Bridge

Täglich befahren rund 120.000 Fahrzeuge die Brücke. Die Fahrt stadtauswärts in Richtung Norden ist für alle Fahrzeuge kostenfrei, die Rückfahrt in die Stadt ist mautpflichtig. Fahrzeuge mit einem elektronischen Identifizierungs- und Zahlungssystem namens FasTrak (1) zahlen einen geringeren Betrag. Während der beiden täglichen Spitzenzeiten erhalten Fahrzeuge mit mindestens drei Insassen zusätzlichen Rabatt. Fahrradfahrer und Fußgänger müssen keine Maut entrichten. Die immer wieder angepassten Mauteinnahmen decken seit Jahrzehnten die Unterhaltskosten, obschon hohe Summen aufgebracht werden müssen, um das im Gegensatz zur San Francisco-Oakland Bay Bridge nicht rostfreie Metallgerüst vor der salzhaltigen Luft zu schützen.

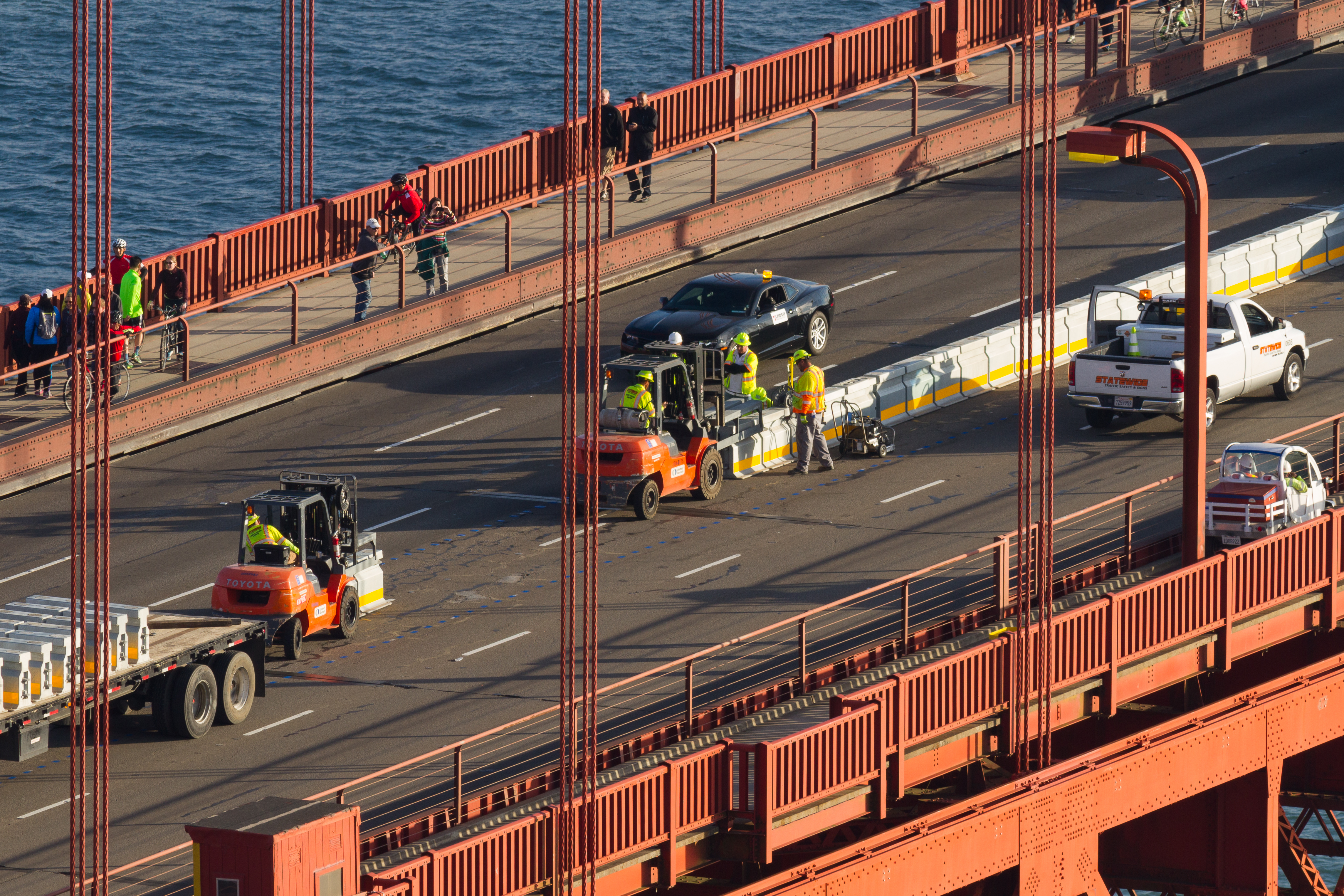
Installation des neuen verstellbaren Mittelplankensystems im Januar 2015

Versatz der Mittelplanke

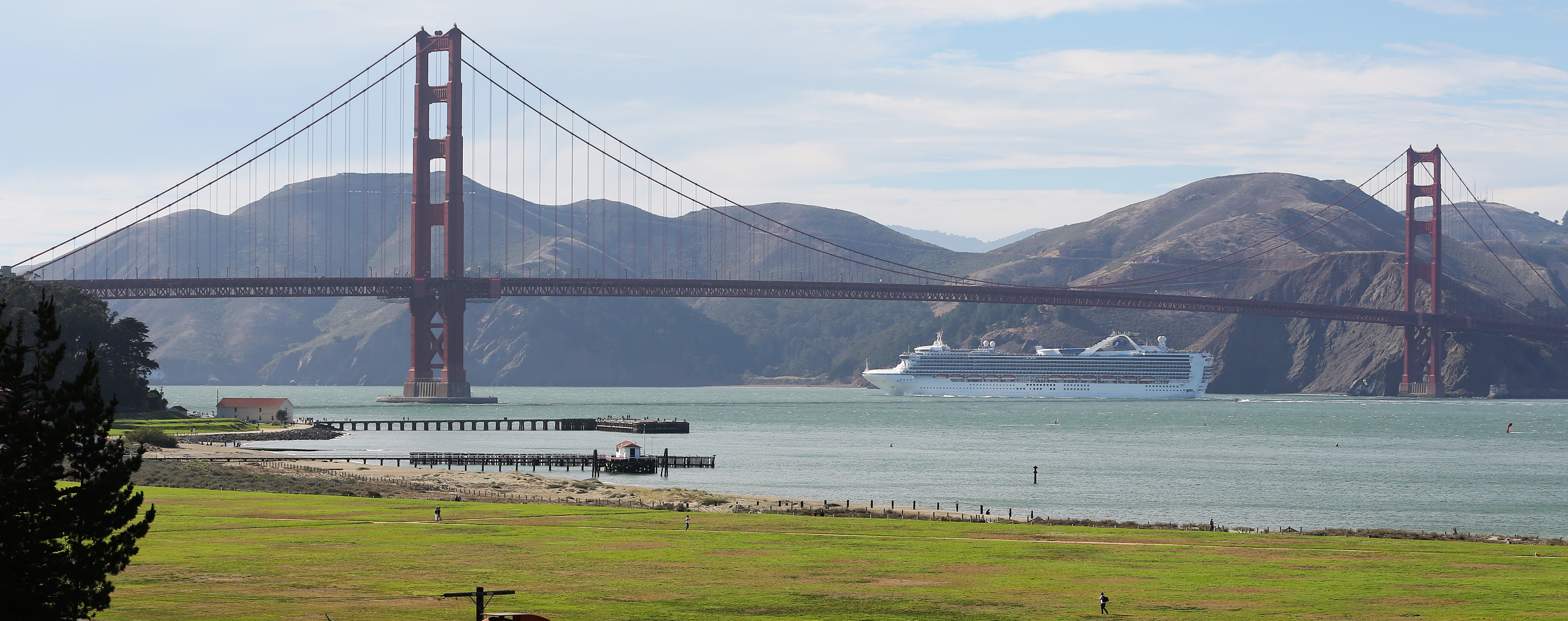
Kreuzfahrtschiff unter der Golden Gate Bridge

Von den sechs Fahrstreifen sind in der morgendlichen Rush Hour an Werktagen vier stadteinwärts und zwei stadtauswärts freigegeben. Außerhalb dieser Zeit fährt der Verkehr in beiden Richtungen auf drei Fahrstreifen. Bis Januar 2015 waren die stadtauswärts und stadteinwärts führenden Fahrstreifen durch gelbe Plastikrohre voneinander getrennt. Diese Plastikrohre wurden zweimal am Tag von Hand umgesteckt. Weil diese leichten Fahrbahntrennungen keine Durchbrüche verhindern konnten, kam es zwischen 1970 und 2015 zu 128 Frontalkollisionen. Zur Erhöhung der Verkehrssicherheit auf der Brücke wurde am 9. und 10. Januar 2015 ein verstellbares Mittelplankensystem (engl. Moveable Median Barrier System) installiert. Seither sind die beiden Fahrtrichtungen durch 3.500 mit Stahlstiften verbundene Stahlelemente mit Betonfüllung getrennt, diese werden zweimal am Tag durch ein entlangfahrendes Spezialfahrzeug verschoben. Im Rahmen der Installation des neuen, 30 Millionen Dollar teuren Systems war die Brücke zum ersten Mal seit 1987 vollständig für den Autoverkehr gesperrt. Diese Sperrung war gleichzeitig die bis dahin längste in der Geschichte der Golden Gate Bridge.

## Farbe und Anstrich

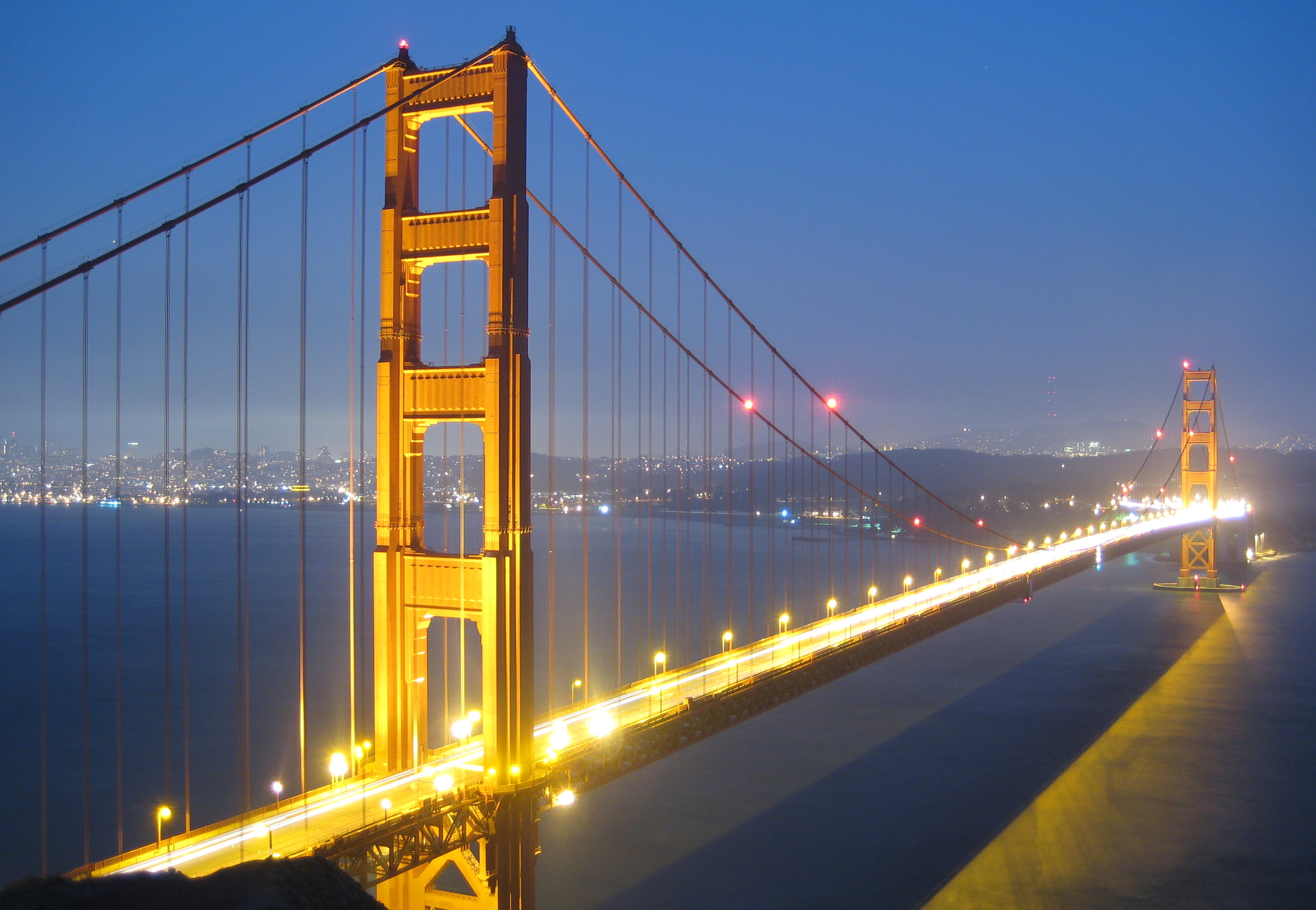
Als Wahrzeichen San Franciscos angestrahlt, als Straße und Luftfahrthindernis beleuchtet

Nach Planung des Bauingenieurs Joseph B. Strauss sollte die Brücke in gewöhnlichem Grau angestrichen werden oder schwarz mit gelben Streifen, wenn es nach der Navy gegangen wäre. Doch das Orange der Rostschutzfarbe gefiel den Einwohnern von San Francisco. Dieser erdige Orangeton  passte zur Kulisse der umgebenden Hügel und Berge und fügte sich in das Landschaftsbild ein. Daraufhin beschloss Joseph B. Strauss, den  Farbton der Brücke zu belassen. Der benutzte Anstrich ist ein Schutzmittel und wird „International Orange“ genannt.
Die Erneuerung des Anstriches ist eine wiederkehrende Arbeit und die Haupttätigkeit zur Erhaltung der Brücke. Der Anstrich schützt die Stahlkomponenten vor Korrosion. Es gibt viele Missverständnisse darüber, wie oft die Brücke gestrichen wird. Manche berichten über einen kompletten Neuanstrich in sieben Jahren, anderen zufolge geschieht dies einmal im Jahr. Jedoch wurde die Brücke beim Bau mit einer Bleimennige ausgestattet. In den folgenden 27 Jahren mussten nur Ausbesserungen stattfinden. 1968 war die Korrosion so weit fortgeschritten, dass die alte Farbe entfernt und durch einen anorganischen Zink-Silikat-Haftvermittler mit Kunststoffkomponente im Decklack ersetzt wurde. Der Decklack wurde 1990 durch eine Acrylemulsion ersetzt, um Luftstandards betreffend flüchtige organische Verbindungen zu entsprechen. Das Programm wurde 1995 mit Schwerpunkt auf den Stellen mit größter Korrosion erfolgreich beendet.

## Größere Erhaltungsarbeiten an der Brücke

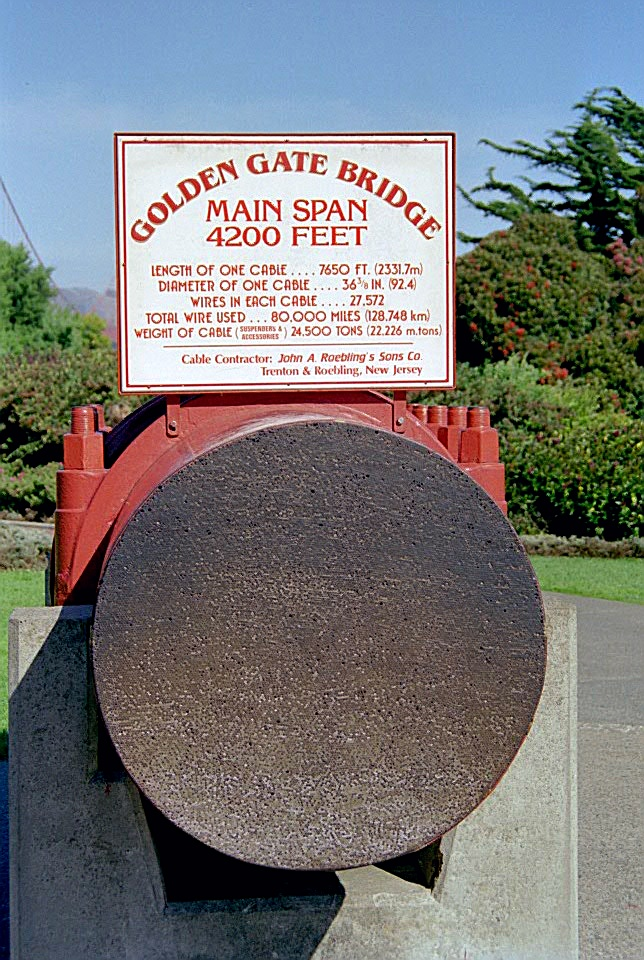
Tragseil-Muster-Querschnitt – 92,4 cm Durchmesser

Nur drei Jahre nach der Golden Gate Bridge war die Tacoma-Narrows-Brücke fertiggestellt worden, eine zwar kürzere, aber mit nur zwei Fahrstreifen deutlich schlankere Brücke, die sehr niedrige Stahl-Vollwandträger anstelle der hohen Fachwerkträger verwendete. Ihr 1940 durch Schwingungen verursachter Einsturz führte dazu, dass höhere Anforderungen an die Steifigkeit eines Brückenträgers gestellt wurden. Die Golden Gate Bridge mit ihren deutlich besseren Steifigkeitswerten schien davon nicht betroffen zu sein. 1951 führte ein außergewöhnlich starker Sturm bei ihr zu Bedenken. Deshalb wurden von 1953 bis 1954 ihre Fachwerkträger durch untere horizontale Querverbände ausgesteift.
In den Jahren 1973 bis 1976 wurden sämtliche Hänger ausgetauscht. Von 1980 bis 1982 wurden Maßnahmen zur Erhöhung der Erdbebensicherheit durchgeführt. Danach wurde die Betonfahrbahn unter laufendem Verkehr entfernt, die oberen Stahlträger durch orthotrope Platten ersetzt und ein neuer, dünner Fahrbahnbelag aufgebracht. Die Masse der Brücke konnte durch diese 1986 abgeschlossene Maßnahme um 11.000 Tonnen verringert werden.
Das Loma-Prieta-Erdbeben vom 17. Oktober 1989 verursachte zwar keine nennenswerten Schäden an der Brücke, führte allerdings in den 1990er Jahren zu statischen Untersuchungen und anschließenden Verstärkungsmaßnahmen, die 2008 beendet wurden. So wurden unter anderem Schwingungsdämpfer eingebaut und die Pfeilerfundamente verstärkt.

## Brückenjubiläum 1987
Zum Jubiläum der Brücke, bei der sie für den Verkehr gesperrt war, waren am 24. Mai 1987 (einem Sonntag) rund 300.000 Besucher gleichzeitig auf der Brücke. Weitere rund 500.000 warteten an ihren Enden. Die Fahrbahn senkte sich in der Mitte um bis zu 7 Fuß. Der weitere Zugang wurde gesperrt. Nach einer späteren Legende bestand die Gefahr eines Einsturzes, und so äußerte sich auch unmittelbar danach der für den Distrikt zuständige Politiker Gary Giacomini. Nach Aussagen der Ingenieure der Brücke bestand diese Gefahr aber nie. Die Brücke war für eine Verkehrslast von 4000 Pfund pro Fuß Länge ausgelegt, was nach der Überholung der Brücke (leichtere Stahlstruktur) Mitte der 1980er Jahre auf 5700 Pfund stieg. Die Fußgänger stellten aber, auch als sie beinahe Schulter an Schulter standen, nur eine Last von rund 5400 Pfund dar (etwa das doppelte eines Autostaus). Außerdem gibt es bei der Brücke vom Entwurf her einen Sicherheitsfaktor von mindestens 1,5, und bei Hängebrücken dieser Größe sind Bewegungen der Fahrbahn um bis zu 10 Fuß nichts ungewöhnliches (vom Entwurf her sollte sie Schwankungen von bis zu 16 Fuß vertikal und 27 Fuß horizontal ohne permanente Schäden standhalten). Eine Wiederholung der unbegrenzten Öffnung für Fußgänger wird aber aus anderen Gründen wie einer möglichen Panik ausgeschlossen. Am Jubiläumstag kam es zu einem kritischen Punkt, als sich die Besucherströme von beiden Seiten in der Mitte trafen und die Menschen erkannten, dass sie sich nicht mehr vor oder zurück bewegen konnten. Außerdem merkten sie, dass sich die Brücke auf natürliche Art und Weise im mit rund 40 Meilen pro Stunde blasenden Wind bewegte, was bei einigen Personen zu Unwohlsein führte.

## Suizide

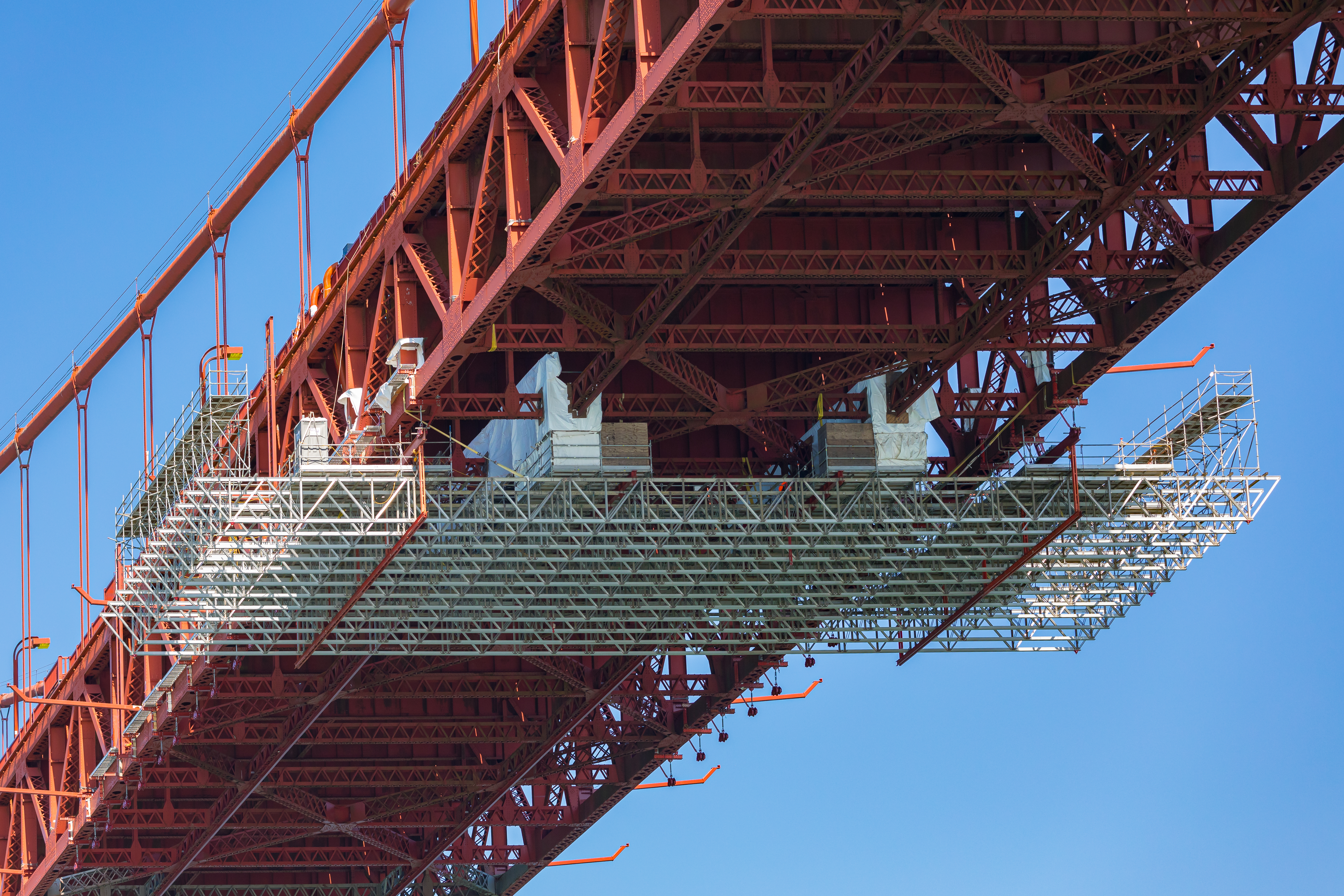
Installation der Schutzvorrichtung zur Prävention von Suiziden, Februar 2020

Die Golden Gate Bridge wird häufig von Personen benutzt, um sich durch einen Sprung das Leben zu nehmen. Seit der Eröffnung der Brücke im Jahr 1937 starben nach Schätzungen bis 2013 mehr als 1600 Menschen durch einen Sprung über das nur 1,20 Meter hohe Geländer. Mehrfach wurde in den amerikanischen Medien darüber diskutiert, ob es nicht möglich sei, wie an anderen hohen Bauwerken eine Barriere zu errichten, die Suizide wenigstens erschweren würde, was von den zuständigen Behörden allerdings immer wieder abgelehnt wurde, da man davon ausging, dass sich suizidgefährdete Menschen dann einen anderen Ort für ihren Suizidversuch suchen würden. Inzwischen gilt es allerdings als erwiesen, dass es sich gerade bei Suizidenten, die von Brücken springen, um sogenannte Impulsselbstmörder handelt. Diese unternehmen mehrheitlich (>90 Prozent) später keinen zweiten Versuch, wenn sie beim ersten Mal am Sprung gehindert wurden. Der Bau einer Barriere scheiterte an der schwierigen finanziellen Lage der Betreibergesellschaft (der Zaun würde rund 50 Millionen Dollar kosten) und an ästhetischen Bedenken. 2018 wurde mit dem Bau von Schutznetzen begonnen, die zu beiden Seiten sechs Meter herausragen sollen. Die Kosten der Installation, die drei Jahre dauert, belaufen sich auf umgerechnet etwa 180 Millionen Euro.

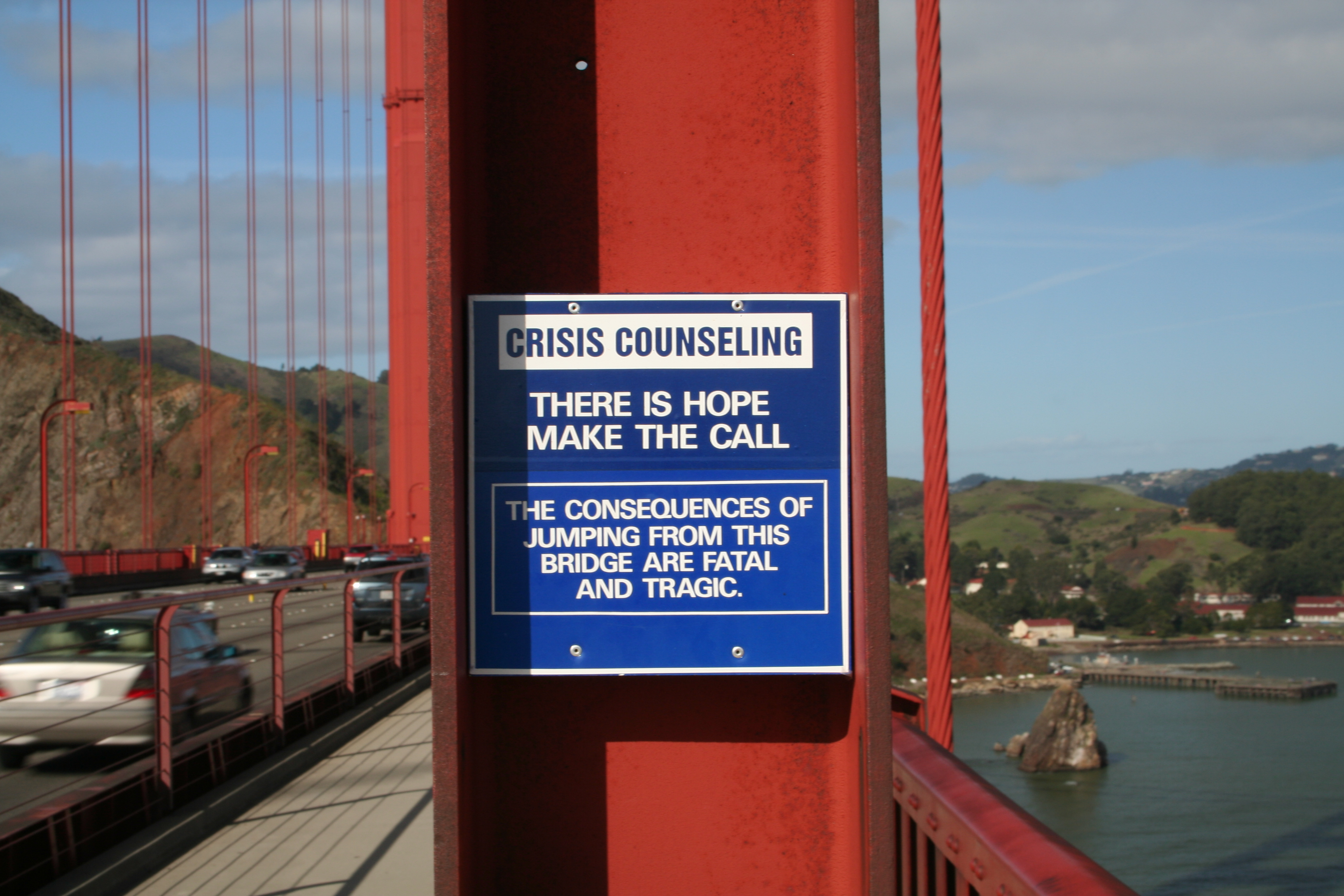
Appell an Suizidgefährdete: „Krisenberatung: Es gibt Hoffnung – rufe an! Die Folgen eines Sprunges von dieser Brücke sind tödlich und tragisch.“

Es sind mehrere Telefone angebracht, die es einer suizidalen Person ermöglichen sollen, Kontakt zu professioneller Hilfe aufzunehmen. Aufgrund des Autoverkehrslärms sowie der oft heftigen Windgeräusche sind Telefonate in der Praxis schwierig oder unmöglich.
Die meisten Sprünge in suizidaler Absicht finden auf der der Bucht zugewandten Seite statt. Die dem Pazifik zugewandte Seite ist nicht für Fußgänger freigegeben.
Suizid auf der Golden Gate Bridge ist das Thema von Jenni Olsons Experimentalfilm The Joy of Life (2005) und des von Dokumentarfilmemacher Eric Steel im Jahr 2006 veröffentlichten Films The Bridge. Die häufigen Selbstmorde thematisiert der Song Jumpers der amerikanischen Rock-Band Sleater-Kinney, veröffentlicht 2005 auf dem Album „The Woods“ und als Single.